# Patente di San Silvestro
Con la Patente di San Silvestro l'Imperatore Francesco Giuseppe abolì il 31 dicembre 1851 la "Costituzione di Marzo" del 1849.

## Storia
Nel marzo del 1849 viene adottata la cosiddetta " Costituzione di Marzo" dall'allora diciannovenne imperatore Francesco Giuseppe. Al termine dell'estate del 1849 Francesco Giuseppe con l'aiuto russo sconfiggeva i rivoluzionari Magiari, facendo diventare l'Ungheria una semplice regione dell'Impero austriaco, ogni movimento interno di protesta e sedizione era stato soppresso, l'Imperatore ed suoi consiglieri videro nel ritorno all'assolutismo il sistema migliore per governare lo Stato, senza gli ostacoli di una costituzione o di organi di rappresentanza elettiva.
La lettera imperiale datato 31 dicembre 1851, pertanto sopprime la Costituzione del 4 marzo 1849 avviando l'Impero austriaco avvia sulla via di un processo di ristrutturazione neo-assolutista dello Stato.
La "patente di San Silvestro" redatta dal barone Alexander von Bach era composta da 36 articoli di legge che contemplavano fra l'altro l'abolizione della libertà di stampa, la soppressione dei consigli comunali e la trasformazione della giustizia pubblica in un affare privato. Dopo la morte improvvisa del primo ministro Felix Schwarzenberg 5 aprile 1852 l'imperatore Francesco Giuseppe chiamo a succedergli il conte Karl Ferdinand von Buol-Schauensteincome carica che però ricopri solo formalmente in quanto da lì a poco abrogò il consiglio dei ministri, facendo diventare i ministri semplici consiglieri dell'imperatore.
Inizia così in Austria, l'era di assolutismo, che perdurò fino alla sconfitta nella battaglia di Solferino nel 1859 che portò come conseguenza alla promulgazione del "diploma di ottobre" il 20 ottobre 1860.